# Rajon Kara-Kuldscha
Der Rajon Kara-Kuldscha (kirgisisch Кара-Кулжа району Karakuldscha rajonu, russisch Кара-Кулжинский район Karakuldschinski rajon) ist ein Rajon (Bezirk) in Kirgisistan mit 99.490 Einwohnern (Stand 2022). Er ist dem Oblus Osch untergeordnet. Verwaltungssitz ist das Dorf Kara-Kuldscha.

## Geographie
Der Rajon grenzt nordwestlich an den Rajon Ösgön, im Südosten hat er eine Grenze mit dem Rajon Alai (beide im Oblus Osch). Im Nordosten grenzt der Rajon Karakuldscha an den Rajon At-Baschy im Oblus Naryn. Im Südwesten grenzt er an die Region Xinjiang in der Volksrepublik China.
Der Bezirk ist sehr gebirgig – etwa 97,5 % des Gebiets werden von Bergen eingenommen. Der 2,5 % große Anteil der Täler verteilt sich auf die Flusstäler Alaikuu, Karakuldscha, Tar, Kulun und Kaptschygai. Der höchste Punkt des Rajons liegt auf 4900 m, der tiefste auf 780 m. Die wichtigsten Flüsse sind der Tar und die Kara-Kuldscha. Seen im Rajon sind u. a. der Kulun und der Köl-Kajyngdy.
Das Klima des Rajons variiert je nach Höhe. Die durchschnittliche Lufttemperatur im Januar liegt zwischen −10 und −14,8 °C (Tiefstwerte bis zu −40 °C), im Juli zwischen 15 und 25 °C (Höchstwerte bis zu +30 °C). Die durchschnittliche jährliche Niederschlagsmenge beträgt 350–571 mm. Die Schneehöhe beträgt im Winter in den Tälern bis zu 20 cm, im Gebirge bis zu 100 cm.
In 780–1000 m Höhe dominieren Weidelandschaften, ab 1000–2000 m herrschen braune Steppenböden vor, in den Hochgebirgssteppen gibt es Schwarzerdeböden. Ab 2500 m bis 3000 m dominieren Wälder sowie hochalpine Landschaften.

## Geschichte
1937 wurde der Rajon gegründet.

## Bevölkerung
| Jahr | Einwohnerzahl |
| ---- | ------------- |
| 1970 | 35.922        |
| 1979 | 48.641        |
| 1989 | 61.927        |
| 1999 | 80.252        |
| 2009 | 87.691        |
| 2022 | 99.490        |

Quellen:
Der größte Teil der Einwohner sind Kirgisen.

## Gliederung
Der Rajon beinhaltet 55 Dörfer in 11 Landgemeinden. Diese Landgemeinden sind:
| Landgemeinde   | Verwaltungssitz | Einwohner (2021) | Anzahl der Dörfer |
| -------------- | --------------- | ---------------- | ----------------- |
| Alai-Kuu       | Kök-Art         | 6.451            | 6                 |
| Kaptschygai    | Sary-Bee        | 2.767            | 4                 |
| Karagus        | Dschangy-Talaa  | 6.247            | 6                 |
| Kara-Kotschkor | Kara-Kotschkor  | 9.030            | 4                 |
| Kara-Kuldscha  | Kara-Kuldscha   | 27.116           | 4                 |
| Kaschka-Dschol | Komintern       | 8.736            | 5                 |
| Kysyl-Dschar   | Kysyl-Dschar    | 7.108            | 6                 |
| Oi-Tal         | Oi-Tal          | 3.253            | 2                 |
| Sary-Bulak     | Sary-Bulak      | 5.239            | 7                 |
| Tschalma       | Tokbai-Talaa    | 6.346            | 4                 |
| Ylai-Talaa     | Ylai-Talaa      | 11.211           | 5                 |